# Марецька Віра Петрівна
Марецька Віра Петрівна (1906—1978) — радянська російська актриса театру і кіно. Народна артистка СРСР (1949). Лауреат Державної премії СРСР (1942, 1946, 1948, 1951). Герой Соціалістичної Праці (1976).

## З життєпису
Народилася 31 липня 1906 р. Закінчила Школу-студію при Театрі ім. Є. Вахтангова (1924). З 1925 р. знімалася у кіно.
Знялась в українських кінокартинах: «Мати» (1955, Нилівна) та «Між добрими людьми» (1962, Михайлина).
Померла 17 серпня 1978 р. в Москві.

## Вибрана фільмографія
- 1925 — «Закрійник з Торжка»
- 1927 — «Земля в полоні»
- 1928 — «Будинок на Трубній»
- 1929 — «Два-Бульді-два»
- 1929 — «Сто двадцять тисяч в рік»
- 1934 — «Чотири візити Самюеля Вульфа»
- 1935 — «Любов і ненависть»
- 1936 — «Зорі Парижа»
- 1936 — «Покоління переможців»
- 1939 — «Член уряду»
- 1943 — «Вона захищає Батьківщину»
- 1944 — «Весілля»
- 1947 — «Сільська вчителька»
- 1955 — «Мати»
- 1956 — «Полечко-поле»